# Latinare

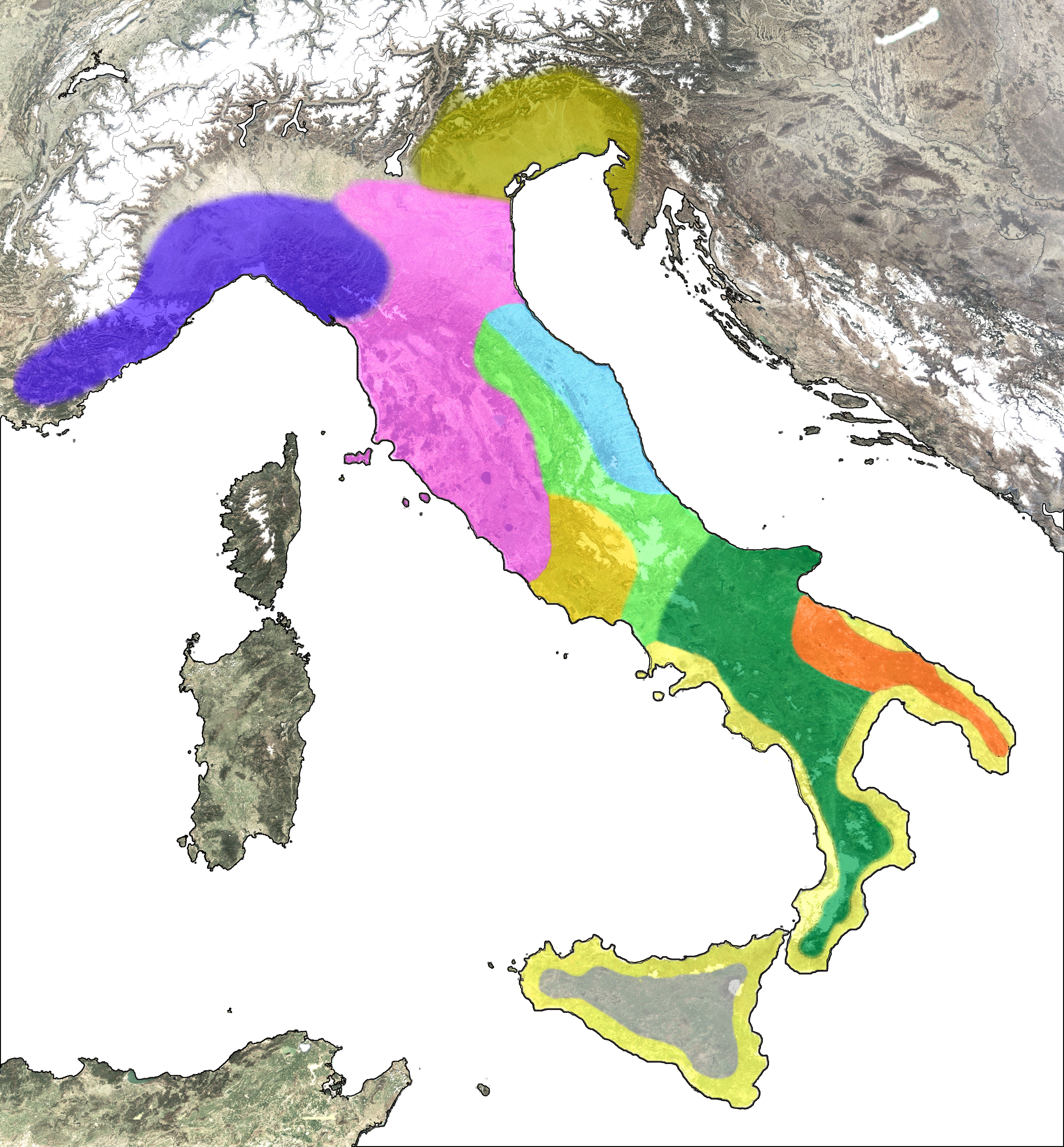
De viktigaste folkslagen i Italien 800 f.Kr.:
ligurer, veneter, etrusker, picener, umbrer, latiner, osker, messapier och greker.

Latinarna var ett folk från Latium Vetus som sträckte sig från Rom längs kusten söderut i nuvarande Italien. De bodde i stadsstater och de hade latin som gemensamt språk samt gemensam religion. Latinarna, som tidigare länge letts i en försvarsallians av Alba Longa, förlorade till slut sin självständighet till den Romerska republiken genom de latinska krigen (343–338 f.Kr.).

## Ursprung
Latinarna var en indoeuropeisk folkgrupp tillhörande de italiska stammarna som levde i centrala och södra Italien under den italiska järnåldern (började cirka 900 f.Kr.). Den mest accepterade teorin är att latinarna och de andra italiska stammarna var del av den centraleuropeiska urnefältskulturen och att de invandrade till Italien under den sena bronsåldern. Den litauiska arkeologen Marija Gimbutas har noterat att den tidiga latinska kulturen har många likheter med den sydgermanska urnefältskulturen och den mellan-donauiska urnefältskulturen och arkeologen David W. Anthony har lagt fram teorin att latinarna härstammade från dagens Ungern medan den danske arkeologen Kristian Kristiansen istället menar att de kom från dagens Österrike. Båda dessa forskare menar dock att de var besläktade med den proto-indoeuropeiska kulturen som utvecklades på det eurasiska stäpplandet. Den latinska kulturen verkar sedan ha utvecklats tillsammans med Hallstattkulturen som kom att ersätta urnefältskulturen och fynd från de båda kulturerna är ibland omöjliga att skilja åt.
Andra forskare menar att De italiska stammarna skiljdes från urnefältskulturen redan tidigare under klockbägarkulturen (2800 f.Kr.) och att klockbägarkulturen skingrades i tre delar som kom att bli de keltiska, germanska och italikiska kulturerna.
Om man bortser från de arkeologiska fynden verkar den geografiska distributionen av språk på den italienska halvön tyda på flera "vågor" av invandrande folkslag som hade olika språk. Enligt Cornell skall den första invandrande grupperna varit västitaliker (däribland romare) som sedan följdes av en andra våg bestående av östitaliska folkgrupper. De östitaliska grupperna trängde ut de västitaliska grupperna i isolerade områden, däribland Latium Vetus. De östitaliska grupperna kom sedan att bosätta sig i stora delar av centrala och södra Italien. De östitaliska grupperna kom sedan att följas av det etruskiska folkslaget, här skiljer sig åsikterna dock åt då många forskare menar att Etruskerna antagligen levde i Italien redan innan de italiska folkgrupperna kom dit, något som stöds av DNA analyser från järnåldern. Att notera är dock att etruskerna och latinarna verkar ha varit nära besläktade folkgrupper, något som möjligen förklaras genom beblandning av de två folkgrupperna. Efter etruskerna (eller östitalikerna) kom kelterna, de bosatte sig i norra Italien.

## Språk
Latinarna talade latin vilket är en del av den västitaliska språkstammen och i sin tur en del av den indoeuropeiska språkstammen. Den äldsta inskriptionen av latin återfanns på "Lapis Niger" (den svarta stenen). Stenen påträffades under utgrävningar av det romerska forumet 1899 och texten på stenen är en primitiv form av latin. Inristningen tros ha gjorts på 600-talet f.Kr. vilket placerar den under det mellersta romerska kungadömet. Stenen anses viktig då den visar att romarna hade ett eget språk under en period då de annars tros ha varit etruskaniserade både till språk och kultur. Stenen innehåller bland annat ordet recei vilket betyder kung på urlatin, detta ger stöd till berättelsen om "romerska kungar" som skall ha härskat över staden under perioden och som länge ansågs vara ett mytiskt inslag i Roms historia. Vissa forskare menar dock att recei snarare kan ha syftat på ett överprästerskap.

## Materiell kultur
Det finns inga arkeologiska bevis på att Latinum skall ha varit bebott under bronsåldern och de få fynd som har hittats har bestått av krukskärvor från förbipasserande boskapsnomader som sannolikt levde i Apenninerna och som kan ha använt landet som betesmark under en kort period innan de rörde sig vidare. Därav anses att latinarna inte bosatte sig i området förrän tidigast 1000 f.Kr. De första latinarna bosatte sig sannolikt på de låga kullarna som sträckte sig från centrala Apenninerna till Medelhavet. Orsaken till att just kullarna blev bosatta var att de var omgivna av en träskliknande och malariadrabbad kustslätt som i sig var obeboelig för människor. En av de tidigaste boplatserna verkar ha varit Albanobergen som låg ungefär två mil sydöst om vad som senare skulle komma att bli Rom, bergen bestod av en serie slocknade vulkaner och fem sjöar vilket gav de som bosatte sig där en lättförsvarad position med stor tillgång till färskvatten. I Rom bosattes sannolikt kullen Palatinen och möjligen även kullarna Capitolium och Quirinalen först.
Latinarna verkar ha varit kulturellt olika från de kringliggande usco-umbriska stammarna vilket gett upphovet till teorin om två invandringsvågor av italiska folkstammar. Latinarna var från 1000-talet f.Kr. del av Villanova-kulturen som förutom i Latinum även påträffas i Etruskien och i Po-dalen, latinarna delade därmed mycket av sin kultur med Etruskerna.
Den variant av Villanova-kulturen som påträffats i Latinum kallas för den latiala-kulturen och skiljer sig främst från etruskernas kultur genom sitt användande av gravurnor formade som små hyddor. Dessa gravurnor återfinns endast sporadiskt i gravar grävda mellan 1000 och 900 f.Kr. för att sedan bli vanligare i gravar grävda 900–770 f.Kr. Urnorna representerar de typiska enrumshyddorna som var standard för dåtidens bönder och som bestod av lerklinade väggar med halmtak och träknutar. Dessa hyddor användes fram till 650 f.Kr. och den mest kända av dem var Casa Romuli (Romulus hus) som skall ha stått på Palatinens södra sluttning fram till kejsar Augustus dagar (30 f.Kr. - 14 e.Kr.) och som enligt legenden skall ha varit uppförd av Roms grundare Romulus.
På 650-talet f.Kr. påbörjades en period av urbanisering i Latinum och flera mindre stadsstater växte fram, däribland Rom. Rom som ursprungligen hade varit sju mindre bosättningar på sju kullar verkar ha sammanslutits 625 f.Kr. i och med att de första byggnaderna på platsen för det romerska forumet uppfördes.

## Sociokultur

### Rester av den indoeuropeiska ursprungskulturen.
Enligt den mest accepterade hypotesen var de tidiga indoeuropéerna nomadiska stäppfolk som spred sig från dagens Iran till det eurasiska stäpplandet i södra Ryssland och sedan vidare. Deras försörjning baserades runt hästar och boskapsskötsel. Vissa av dessa grupper vandrade västerut ned i Italien och deras kultur kom därmed att anpassas och förändras medan de som blev kvar i området behöll sitt ursprungliga leverne och blev till skyterna, sarmaterna och alanerna som fått samlingsnamnet PIE (Proto-indoeuropeér). För att påvisa ett gemensamt ursprung mellan latinarna i Italien och PIE i slättlandet har forskare pekat ut flera kulturella likheter mellan PIE och latinarna, dessa är:
- Ett liknande släktskapssystem där härkomst räknas på faderns sida och fruar tas från andra områden/stammar än den egna[11].
- En överlägsen himmelsgud med manliga drag. Bland PIE "fader himmel" och bland latinarna Jupiter som kommer av orden "Dieus - pater" (Himmel-fader). PIE-folken dyrkade även en åskgud som dock verkar ha sammanfogats med Jupiter bland de latinska folken då Jupiter skall ha haft makten att kasta blixtar. Han kallas även JupiterTonitrans(Jupiter dundraren), Jupiter Pluvius(Jupiter regnmakaren) och Jupiter Fulgurator(Jupiter blixtkastaren)[11].
- Elddyrkan: En central del av PIE-folkens liv var eldhärden i huset och de verkar ha dyrkat elden. Den mest kända eldreligionen var den iranska Zoroastrismen. Även i Rom dyrkades eldhärden. Då genom en helig eld i Vestas tempel. Vesta var eldhärdens gudinna och för att symbolisera detta var hennes tempel runt istället för fyrkantigt[11].
- Hästoffer: PIE-folkens kultur kretsade kring hästen och hästoffer användes troligtvis för att helga kungar. Den indoariska asvamedha-ritualen involverade offrandet av en hingst som drottningen sedan hade rituellt samlag med (hon tillbringade natten med den döda hästen), varefter hästens delar delades ut. Romarna brukade en ritual kallad October Equus där den högra hästen hos det vinnande laget i ett vagnslopp offrades till krigsguden Mars. Hästens huvud höggs av och två grupper av folk slogs om det och hästens svans hängdes upp på kungapalatset i Rom[11].
- Svastikan: Svastikan eller hakkorset var en symbol som användes av många indoeuropeiska folkslag, framför allt i Indien. Symbolen tros ha sitt ursprung bland PIE-folken som en symbol för solen eller himmelen och därmed även en symbol för fader himmel. I själva Rom var symbolen inte traditionellt förknippad med Jupiter men i södra Frankrike återfinns symbolen på flera tempel tillägnade Jupiter. När kristendomen spred sig i det romerska imperiet kom symbolen istället att representera universum och evigt liv[12].

### De latinska staternas kultur
Trots frekventa krig bibehöll de latinska stadsstaterna nära kulturella och religiösa relationer med varandra. Den viktigaste händelsen var den fyra dagar långa Latiar (latinska festivalen) som hölls varje vinter på det heliga mons Albanus (Monte Cavo) i Albanobergen. Festivalens klimax bestod av en serie offer och köttet från offren delades ut och konsumerades av representanter för de olika latinska staterna. Dessa ritualer var tvungna att utföras med extrem precision då minsta misstag innebar att hela riten var tvungen att startas om från början. Den latinska festivalen fortsatte att hållas långt efter att de latinska stadsstaterna inlemmats i den växande romerska republiken och leddes då av romerska konsuler och festivalen firades fortfarande under det romerska imperiets tid.

## Latinarna i Roms ursprungsmyt
Under växande influenser av grekiska bosättare i Italien skapade romarna en egen ursprungsmyt någon gång under den tidiga romerska republiken (500-300 f.Kr). Ursprungsmyten kretsade kring Aeneas, en trojansk överlevare från det trojanska kriget mot de akkadiska grekerna. Myten gav romarna ett heroiskt "homeriskt" ursprung, samt en etnisk skillnad från de andra latinska folkslagen. Myten gav även ett rättfärdigande (hämnd för Trojas fall) för romersk fientlighet mot de grekiska staterna på det italienska fastlandet, framför allt erövrandet av Taras.
Aeneas avbildning i Iliaden gjorde honom lämplig till att bli en romersk "Abraham". En mäktig krigare av nobel börd som personligen dräpte 28 akajer och som vid två tillfällen räddades av gudomligt ingripande. I Iliaden står en profetia om att Aeneas och hans ättlingar en dag skulle härska över trojanerna, eftersom trojanerna drivits från sin egen stad spekulerades det att de måste ha emigrerat någon annan stans.
Legenden beskrivs mest detaljerat i den romerska poeten Vergilius epos Aeneiden skrivet år 20 e.Kr. Enligt denna skall de latinska stammarnas första kung ha hetat Latinus och det är genom honom som stammarna fick sitt namn. Han skall även ha grundat latinarnas huvudstad "Laurentum" vars exakta plats är okänd. Trojanen Aeneas och hans män flydde till havs efter Trojas fall och efter många äventyr steg de iland vid floden Tiberns utlopp. Till en början försökte kung Latinus driva ut trojanerna men han besegrades själv i strid. Efter detta allierade han sig istället med Aeneas och lät honom gifta sig med hans dotter Lavinia. Aeneas grundade en ny stad vid namn Lavinium vid kusten och staden blev latinarnas huvudstad efter Latinus död. Aeneas son från ett tidigare äktenskap, Ascanius, grundade även han en ny stad, Alba Longa, vid Albanerbergen. Efter Aeneas död blev Alba Longa latinarnas huvudstad och staden förblev så i 400 år tills Romulus grundade Rom 753 f.Kr. Under kung Tullus Hostilius (673–642) gjorde romarna uppror och de plundrade Alba Longa och invånarna där flyttades till Caelius i Rom.
Det är debatterat när och hur romarna adopterade legenden om Aeneas som sin egen ursprungsmyt. En teori är att romarna tog legenden om Aeneas från etruskerna och det är bevisat att legenden om Aeneas var känd bland Etruskerna åtminstone på 500-talet f.Kr. I utgrävningar av den etruskiska staden Veji påträffades en serie statyer som avbildar Aeneas flykt från Troja, bärandes sin far på ryggen, vilket stämmer med Iliaden. Den bulgariske lingvisten Vladimir Georgiev har till och med argumenterat för att etruskerna var de egentliga ättlingarna till de trojanska flyktingarna. Georgiev bestrider vidare det huvudsakliga teorin om att etruskerna inte var Indoeuropéer och menar att etruskerna var nära besläktade med hettiterna och lydierna, detta på grund av deras språkliga likheter.
Georgievs teori har inte fått mycket stöd från andra forskare men även om etruskerna inte var indoeuropéer betyder det inte automatiskt att de inte kom från Troja. Vilket folk som levde i Troja under perioden för det trojanska kriget är okänt och det enda brev som hittats från Troja var skrivet på luviska vilket var lingua franca i Anatolien under perioden. En möjlig länk mellan etruskerna och Troja är det lemiska språket som talades på ön Lemnos fram till 500-talet f.Kr. Detta språk är väldigt likt etruskiskan och ön i sin tur ligger nära Troja och det är möjligt att ön var en trojansk koloni eller en tillflyktsplats för de trojaner som överlevde det trojanska kriget.
Cornell har lagt fram den mest accepterade teorin om att romarna tog ursprungsmyten med Aeneas direkt från de grekiska stadsstaterna i Italien. De tidigaste skrifterna gällande Aeneas grundande av Rom kommer från 400-talet f.Kr. och arkeologiska fynd under perioden visar att Rom var starkt influerat av den grekiska kulturen.
Oavsett legendens ursprung står det klart att latinarna saknar historiska samband Aeneas och ingen av deras städer var grundad av trojaner. Vidare menar Corell att staden Alba Longa antagligen också är mytisk. Tidiga latinska bosättningar har återfunnits kring Albanosjön men dessa tyder på flera mindre byar snarare än en enad stadsstat. Liknande bosättningar har påträffats kring Rom under samma tidsperiod (cirka 1000 f.Kr.) så arkeologiska fynd kan inte stödja att Rom skall ha grundats av människor från Alba Longa. Om Alba Longa inte existerade borde albanokungarna inte ha funnits heller och deras ätt uppfanns antagligen för att "bevisa" Romulus släktskap med Aeneas. Att ätten är påhittad får stöd i att samtliga av de 14 kungarna härskade i över 30 år vardera, vilket är osannolikt. Att Aeneas och Romulus släktskap är påhittat visas vidare i att han i vissa källor påstås vara Aeneas barnbarn trots att han skall ha levt ungefär 450 år efter Aeneas.

### Romulus
Romulus själv har sin egen legend där han och hans tvillingbror Remus diades av en varghona i en grotta på Palatinen efter att deras onde farbror Amulius beordrat att de kastades i Tibern. Amulius hade tagit tronen i Alba Longa från tvillingarnas farfar, kung Numitor (i vissa versioner Aeneas själv), och han placerade deras mor Rhea Silvia i ett Vestatempel. Tvillingarna flöt upp på stranden där de påträffades av varghonan och efter några dagar med henne hittades de av några herdar som sedan uppfostrade dem.
De flesta forskare idag anser att Romulus är en helt påhittad person som skapades för att ge Rom en grundarfigur. Det är möjligt att Romulus namngavs efter Rom snarare än tvärt om då namnet innehåller den diminutiva ändelsen -ulus så namnet blir helt enkelt "romare" eller "lilla romaren". Ett förslag har även varit att namnet Rom är av etruskiskt ursprung eller att det kommer från det latinska ordet ruma "bröst".
Cornell skriver att "Romulus existerade antagligen inte.. hans biografi är en mix av legend och folksaga blandat med antika spekulationer och politisk propaganda".
Den italienska arkeologen Andrea Carandini menar dock att Romulus faktiskt är grundad på en historisk person som grundade staden kring 753 f.Kr. Detta har dock inte fått något större stöd i forskarvärlden.
I motsats till legenden om Aeneas som helt klart importerats till den latinska kulturen från andra källor verkar legenden om Romulus vara en genuin latinsk myt utan influenser utifrån.

## Enandet under Rom
Det traditionella antalet latinska stadsstater som skall ha deltagit vid latinska högtider skall ha varit 30 stater vilket även är antalet medlemmar som ges i det latinska förbundet. Dock verkar endast 15 latinska stater ha existerat på 500-talet f.Kr. inkluderande Rom själv. Området som de latinska staterna kontrollerade var väldigt litet, ungefär två tredjedelar så stort som det engelska landskapet Kent.
Redan tidigt i sin historia dominerades de latinska staternas utlandsrelationer av Rom som var den största av staterna. Till skillnad från de tidigare teorierna om att Rom var en obetydlig by tills 500-talet f.Kr. och att den romerska republiken bildades på 400-talet f.Kr. visar utgrävningar från 1975 att Rom var en enad stadsstat redan vid 625 f.Kr. samt att staden vid 550 f.Kr. var den näst största i Italien (efter Tarentum). Rom hade då en befolkning på cirka 35 000 invånare och var nästan lika stor som Aten i Grekland.
Enligt berättelserna skall Rom under denna tid ha styrts av Tarquindynastin och under kung Tarquinius den stolte skall de ha skapat en militär allians med de andra latinska staterna med Rom i den ledande rollen. Tarquinius skall även ha erövrat Pometia och Gabii och han tog även kontroll över Tusculum genom att gifta bort sin dotter med stadens härskare Octavus Mamilius. Han skall även ha grundat kolonier vid Dignia och Circeii. Att Rom var den ledande av de latinska staterna framgår av ett avtal mellan Rom och Karthago. Avtalet skall enligt den grekiske historikern Polybius ha skrivits 507 f.Kr vilket accepterats av de flesta forskare och avtalet handlar om att flera latinska stater, bland annat Lavinium och Ardea, är att se som romerska klientstater och beskriver vidare att även om inte alla latinska stater är klientstater till Rom så är de politiskt bundna till staden. Avtalet beskriver även att om Karthago erövrar en latinsk stat så skall denna stat lämnas över till Rom.
Tarquinius Superbus skall ha belägrat Ardea när ett uppror startade mot honom och den romerska monarkins fall var förmodligen en mer långdragen och blodig affär än den snabba, oblodiga statskupp som enligt de romerska berättelserna skall ha skett. Lars Porsenas (etruskisk kung av Clusium) roll i upproret tros ha omskrivits av romarna för propaganda. I de romerska berättelserna skall Lars Porsena ha invaderat Rom under upproret med målet att återta tronen åt Tarquin och enligt Tacitus skall Porsena ha intagit staden under en period men då det saknas bevis för att Tarquin någonsin blev kung av Rom igen har det teoretiserats att Porsena var den som egentligen drev ut Tarquin från Rom samt att han hoppades ersätta honom som kung av Rom. Risken för att Rom skulle bli del av Porsenas rike försvann dock efter att Porsena besegrades vid Ariccia 504 f.Kr.
Den oroliga situationen i Rom och deras kamp för att återta/behålla sin frihet från etruskerna ledde till att flera av de latinska staterna såg chansen att i sin tur befria sig från romerskt inflytande. En anti-romersk allians verkar ha bildats av staterna Tusculum, Ariccia, Lanuvium, Lavinium, Cora, Tibur, Pometia och Ardea med Tusculum och Ariccia som ledare och vidare fick de stöd av den italiska Volscistammen och enligt berättelserna även den nu avsatte kung Tarquinus och de romare som fortfarande var lojala till honom.
Kriget mellan de latinska staterna och rom skall ha slutat i romersk seger efter att de besegrade alliansen i slaget vid Regillussjön någon gång mellan 499 och 493 f.Kr.
Efter kriget valde Rom att inte återinföra sin tidigare hegemoni över de latinska staterna och istället valde de att bilda en latinsk allians med lika villkor för samtliga parter. Alliansavtalet innehöll att om en stat anfölls skulle de andra staterna hjälpa den anfallne och inga stater skulle låta de andra staternas fiender passera genom deras land. Vidare skulle allt krigsbyte delas mellan de olika staterna, hälften till Rom (som segrat) och hälften till de andra staterna. Provisioner och handelsintäkter delades även de mellan stadsstaterna. Ledaren för de enade arméerna växlade årsvis mellan en romersk general och en general från någon av de latinska staterna. Vilka avtal som funnits med de latinska staterna under Tarquins Rom är okända men de innehöll sannolikt inbetalandet av tribut. Att den nybildade romerska republiken istället valde en mer fri och rättvis militär allians beror sannolikt på de många hot de latinska staterna utsattes för då Hernici, Aequi och Volscistammar gjorde flera försök att invadera området vid flera tillfällen.
Den romersk-latinska alliansen lyckades motstå de italiska bergstammarnas invasionsförsök mellan 500 och 400 f.Kr. men under 300-talet f.Kr. började detta dock förändras. 390 f.Kr. invaderades Rom av gallerna som intog och plundrade staden, efter att de återhämtat sig från plundringen gick Rom in i en period av expansion. De erövrade områden från de italikiska bergstammarna och började även erövra närliggande latinska stater vilket skapade oro bland de andra latinska stadsstaterna. Dessa stater allierade sig i sin tur med berg stammarna i flera olika försök att motstå den romerska expansionen och 341 f.Kr. nådde konflikten sin spets. Samtliga av de kvarvarande latinska staterna allierade sig då mot Rom i en konflikt som kom att kallas det andra latinska kriget. 338 f.Kr. hade Rom besegrat samtliga latinska stater och de flesta av dem styrdes nu direkt av Rom, endast ett fåtal av de mäktigare staterna så som Praeneste och Tibur fick behålla sin självständighet dock som underordnade alliansstater (Socii) till Rom.